# Fleckenpython
Der Fleckenpython (Antaresia maculosa), auch Gefleckter Zwergpython, ist eine Schlangenart aus der Familie der Pythons (Pythonidae). Sie ist eng mit dem Gefleckten Python (A. childreni) verwandt und diesem äußerlich sehr ähnlich, so dass zwischen beiden Arten lange Zeit nicht unterschieden wurde.

## Merkmale
Die Art wird im Mittel etwa 75 bis 80 cm lang, vereinzelt bis knapp über einen Meter. Allgemein werden die Tiere im nördlichen Teil des Verbreitungsgebietes größer. In Gefangenschaft werden Längen bis über 1,5 m erreicht. Die Körperfärbung besteht aus einer hell-gelbbraunen Grundfärbung mit dunkelbrauner Musterung, die zwischen verschiedenen Individuen stark variiert. Die Musterung bleibt im Gegensatz zu vielen anderen Arten lebenslang kräftig erhalten. Die ungemusterte Bauchseite ist heller. Der Kopf ist, im Gegensatz zu A. childreni deutlich vom Hals abgesetzt und weist keine Wärmesinnesgruben auf.

## Verbreitung und Lebensraum
Der Fleckenpython kommt an der Ostküste Australiens von der Kap-York-Halbinsel über das östliche Queensland bis in den Nordosten von New South Wales und auf einer Reihe von Queensland vorgelagerten Inseln vor. Die Art besiedelt verschiedene Biotope, findet sich aber vorwiegend in trockenen Waldgebieten.

## Lebensweise und Fortpflanzung
Der Fleckenpython hält sich bevorzugt in Felsspalten, Termitenbauten, hohlen Baumstämmen oder in der Nähe von Höhlen auf. Zum weit gefächerten Beutespektrum gehören Vögel, Nagetiere, Echsen, kleine Warane, Frösche und Fledermäuse welche, am Schwanz hängend, beim Verlassen der Schlafhöhlen aus dem Flug gefangen werden.
Die Paarung findet von April bis August statt. Die Gelege bestehen aus 4 bis 20 Eiern welche von der Mutter durch Zittern bebrütet und gelegentlich vom Weibchen befeuchtet werden. Die 25 bis 30 cm langen Jungen schlüpfen nach etwa 80 Tagen und ernähren sich vorwiegend von kleinen Echsen.